# جاودونغ
جاودونغ (بالصينية: 肇东市) هي مدينة على مستوى مقاطعة، في الصين، تقع في سويهوا، وهاربن، وهيلونغجيانغ، بلغ عدد سكانها 980,000 نسمة وذلك حسب إحصائيات سنة 2010، تبلغ مساحتها 4,330 كيلومتر مربع، رمزها البريدي هو 151100.

## التقسيمات الإدارية
- Songzhan [الإنجليزية]‏
- Sizhan  [لغات أخرى]‏
- Wuliming  [لغات أخرى]‏
- Xiangyang Township, Zhaodong [الإنجليزية]‏
- Yuejin  [لغات أخرى]‏.